# Estadio municipal San Ginés de la Jara
El estadio San Ginés de La Jara es un estadio de fútbol ubicado en Sabiote (Jaén) España. Se trata del estadio donde disputa sus partidos como local el Atlético Sabiote. 

## Historia
El estadio municipal San Ginés de la Jara se encuentra en la ciudad de Sabiote, en la provincia de Jaén en España. En él se disputan los encuentros de fútbol que el Atlético Sabiote juega como local.
El año de construcción del antiguo recinto fue en 1994 proporcionando un campo de fútbol(albero) de grandes dimensiones y una pista de tenis, a inaugurar el evento asistieron los veteranos de equipos tan conocidos como  Real Madrid C.F, Real Betis Balompié y el Atlético de Madrid. Con paso de los años se ha ido deteriorado las instalaciones y se decidió aumentar los servicios del estadio municipal recibiendo fondos del ayuntamiento de la localidad, diputación provincial y de la Junta de Andalucía cerrando el mismo en una cifra cercana a los 600.000 €. Se decidió cambiar la superficie del terreno de juego pasando de albero a hierba artificial, fue en el año 2010 cuando se iniciaron las obras y cuando se produjo su inauguración, se ha conseguido una pista de atletismo alrededor del terreno de juego, un terreno de juego de hierba artificial en el que hay dentro dos pistas de fútbol 7, dos pistas de pádel con alumbrado independiente al del campo de fútbol y una pista de tenis. Consta de dos vestuarios. Hay una grada de tres filas de asientos en las que pueden sentarse unas 600 personas, pero el aforo de esta instalaciones es mayor porque alrededor del campo puede situarse mayor número de espectadores.

## Eventos deportivos
Hay una infinidad de encuentro disputados como local con el Atlético Sabiote que milita en la Primera Provincial de Jaén y también de sus categorías inferiores. En el estadio se han producido celebraciones de títulos y ascensos conseguidos por las categorías inferiores como Benjamines, Alevines y Cadetes.
Sin duda los encuentros más vibrantes son los que se dan con el máximo rival la  C.D Torreperogil  en el que en los últimos años ha habido una entrada de unas 800 personas aproximadamente, lo que convierte al Estadio Municipal San Ginés de la Jara en uno en los que más asistencia de público hay. Este es uno de los derbis con más rivalidad de la provincia de Jaén.

## Eventos extradeportivos
Durante algunos años se ha disputado la tradicional carrera de caballos del día de La Virgen de la Estrella.
- Datos: Q5848195